# フランク・エリクソン
フランク・ウィリアム・エリクソン（Frank William Erickson, 1923年9月1日 - 1996年10月21日）は、アメリカ合衆国の作曲家、編曲家、音楽教育家。吹奏楽のための作品を多く手がけている。また楽譜出版社のオーナーも務めた。
姓をエリックソンと表記する場合もあるが、「エリクソン」の方が現地語の発音に近い。

## 来歴
ワシントン州スポケーンに生まれる。8歳からピアノ、10歳からトランペットを始める。高校を卒業後、陸軍の軍楽隊に所属し編曲を学ぶ。1950年、南カリフォルニア大学にて音楽学士、翌年に音楽修士を取得。1958年から1961年までカリフォルニア大学ロサンゼルス校とサンノゼ州立大学にて教授を務める。その傍ら、ボーン出版社の西海岸責任者となる。1970年、シュミット出版社を創設する。1996年に逝去。

## 主要作品
出版社の責任者を務めていたこともあり、教育的な作品が多い。美しいメロディとハーモニーを持ち味としている。
- バンドのための幻想曲 (Fantasy for Band)
- 序曲「祝典」 (Overture Jubiloso)
- バンドのためのトッカータ (Toccata for Band)
- バンドのための序曲 パストラール (Overture Pastorale for Band)
- バンドのためのアリア (Air for Band)

その他、作品総数は400以上。

## 著作
- 『バンドのための編曲法 : わかりやすいオーケストレイション』（伊藤康英訳、東亜音楽社）